# Trận sông Ebro
Trận sông Ebro là một trận chiến hải chiến giữa một hạm đội Carthage khoảng 40 tàu quinqueremes dưới sự chỉ huy của Himilco và một hạm đội La Mã có 55 tàu dưới sự chỉ huy của Gnaeus Cornelius Scipio Calvus gần cửa sông Ebro vào mùa xuân năm 217 TCN. Hasdrubal Barca, chỉ huy của người Carthage ở Iberia, đã tiến hành một cuộc viễn chinh để tiêu diệt căn cứ La Mã ở phía bắc của sông Ebro. Hạm đội Carthage hải quân đã hoàn toàn bị đánh bại sau  một cuộc tấn công bất ngờ bởi các tàu La Mã, mất 29 tàu và quyền kiểm soát các vùng biển xung quanh bán đảo Iberia. Danh tiếng của người La Mã đã được nâng cao hơn nữa ở bán đảo Iberia sau chiến thắng này, gây ra cuộc nổi loạn trong một số các bộ lạc Iberia dưới quyền kiểm soát của người Carthage.

## Bối cảnh
Sau thất bại của Hanno trong trận Cissa vào mùa đông năm 218 TCN, Gnaeus Scipio đã dành thời gian của mình vào việc củng cố những vùng đất của Iberia nằm phía bắc của sông Ebro và các cuộc đột kích vào lãnh thổ Iberia của Carthage  phía nam sông Ebro từ căn cứ của ông tại Tarraco. Ông đã không nhận được sự tiếp viện lớn từ Rome để tăng cường lực lượng của ông. Trong khi đó, Hasdrubal Barca, chỉ huy quân Carthage tại Iberia, đã có một lượng lớn người Iberia gia nhập là tăng số lượng quân đội của mình lên đánh kể. Hạm đội Carthage tại Iberia có khoảng 32 tàu quinqueremes và 5 tàu chiến ba tầng mái chèo vào năm 218 TCN khi Hannibal khởi hành từ bán đảo Iberia. Trong suốt mùa đông năm 218 TCN, Hasdrubal đã có thêm 10 tàu quinqueremes cho hạm đội này và đã đào tạo thêm nhiều thủy thủ. Vào mùa xuân năm 217 TCN, Hasdrubal đã tiến hành một cuộc viễn chinh về  phía bắc  sông Ebro nhằm vào vùng lãnh thổ La Mã. Hasdrubal tự mình chỉ huy quân đội,, con số chính xác trong đó chưa được biết trong khi phó tướng Himilco của ông chỉ huy hạm đội. Đoàn viễn chinh tiến dọc theo bờ biển, với các con tàu được đưa lên bờ vào ban đêm bên cạnh quân đội.
Gnaeus Scipio, sợ rằng quân đội Carthage vốn đông hơn quân đội của ông,  đã quyết tâm giao chiến bằng hạm đội. Mặc dù vậy ông chỉ có đủ lính cho 35 quinquereme  (25 tàu đã được đưa trở lại Ý sau một cuộc đột kích của người Carthage đã gây ra thương vong nghiêm trọng cho các thủy thủ). Đồng minh Hy Lạp của ông, thành phố Massilia đã cung cấp 20 tàu cho hạm đội của ông..

## Trận đánh
Sau khi đến sông Ebro, hạm đội Carthage neo gần  cửa sông. Các thủy thủ đoàn rời tàu của họ để đi tìm kiếm lương thực vì họ không mang theo tàu vận tải để mang theo đồ dự trữ. Mặc dù Hasdrubal đã phái do thám để quan sát động tĩnh của người La Mã, nhưng Himilco thì không có tàu nào ngoài biển để do thám người La Mã. Có hai con tàu của người Massilia phát hiện ra vị trí hạm đội Punic và rút đi mà không bị phát hiện để cảnh báo cho Gnaeus về sự hiện diện của người Carthage. Gnaeus xuống tàu cùng những ninh đoàn lê dương được chọn và khởi hành tới tấn công hạm đội Carthage.
Do thám của quân đội Hasdrubal phát hiện sự tiếp cận củahạm đội La Mã trước hải quân Punic và cảnh báo hạm đội của họ về sự nguy hiểm sắp tới thông qua các tín hiệu cháy. Hầu hết các thủy thủ đã đi tìm kiếm thức ăn, và họ đã phải vội vàng tập trung những người  mình và các con tàu ra một cách mất trật tự. Có rất ít sự phối hợp và một số tàu đã không có đủ thủy thủ vì sự bất ngờ bởi những người La Mã. Khi Himilco đi thuyền ra, Hasdrubal tập hợp quân đội của ông trên bờ để khuyến khích hạm đội của mình.
Không chỉ thế, người La Mã đã có lợi thế về sự bất ngờ và số lượng(40 so với 55 tàu), mà còn về cả hiệu quả chiến đấu của người Carthage không thể so lại 1 / 4 hạm đội của họ là lính mới được đào tạo. Người La Mã bố trí thành 2 dòng với 35 tàu La Mã ở phía trước và 20 tàu của Massalia phía sau họ, với sự bố trí và kỹ năng hải quân của người Massalia đã vô hiệu hóa các khả năng cơ động cao của hạm đội Carthage . Người La Mã giao chiến với các tàu Carthage khi họ ra khỏi sông, đâm và đánh chìm 4 tàu và chiếm được 2 tàu. 

## Kết quả và tầm quan trọng
Chiến thắng này được chứng minh là có tính quyết định trong thời gian dài. Hasdrubal đã buộc phải hành quân trở lại Cartagena, vì sợ các cuộc tấn công qua đường biển trên vùng lãnh thổ của Carthage. Với lực lượng hải quân Iberia của Carthage tan vỡ, Hasdrubal bị buộc phải hoặc là Carthage kêu gọi tiếp viện hoặc đóng tàu mới. Ông đã không làm gì. Các hành động của hải quân người Iberia thực sự quá kém cỏi trong trận chiến, và việc sa thải của họ sẽ gây ra một cuộc nổi loạn trong bộ lạc Trudetani , buộc Carthage phái 4.000 bộ binh và  500 kỵ binh đến chỗ Hasdrubal. Hasdrubal sẽ dành tất cả năm 216 TCN để đánh dẹp phiến quân.
Mặc dù hạm đội chính của Carthage đã bắt được một đoàn cung cấp cho Iberia trong năm 217 TCN từ Cosa tại Ý, Publius Cornelius Scipio đến Iberia với 8.000 binh sĩ vào mùa thu năm đó và nhận mệnh lệnh từ viện nguyên lão La Mã để ngăn ngừa bất kỳ sự giúp đỡ cho Hannibal tại Ý từ Iberia.Đây là lực lượng duy nhất mà Cộng hòa La Mã đã phái đến Iberia trước năm 211 trước Công nguyên. Anh em Scipio Carthage tiếp đó cướp bóc Iberia , và giao chiến với Hasdrubal trong trận Dertosa năm 215 trước Công nguyên.
Gnaeus Scipio đã đảm bảo rằng nguồn cung cấp bằng đường biển từ La Mã sẽ không bị chặn bởi tàu Carthage có căn cứ tại Iberia, và rằng các hạm đội La Mã ở Iberia có thể đột kích vào những vùng đất của Carthage. Cuộc viễn chinh hải quân lớn duy nhất chống lại người La Mã từ Iberia sẽ là của Mago Barca đến Ý trong năm 204 trước Công nguyên.